# بوكيمون سكارليت وفايولت
بوكيمون سكارليت وفايولت (باليابانية:ポケットモンスター スカーレット・バイオレット) (بالإنجليزية: Pokémon Scarlet and Violet)‏ هي لعبة تقمص أدوار من سلسلة بوكيمون من تطوير غيم فريك وَنشر نينتندو، صدرت سنة 2022 على منصة نينتندو سويتش.

## مواضيع ذات صلة
- بوكيمون (سلسلة ألعاب فيديو)
- غيم فريك

## وصلات خارجية
- الموقع الرسمي